# Elateropsis ebeninus
Elateropsis ebeninus är en skalbaggsart som beskrevs av Louis Alexandre Auguste Chevrolat 1862. Elateropsis ebeninus ingår i släktet Elateropsis och familjen långhorningar.
Artens utbredningsområde är Bahamas. Inga underarter finns listade i Catalogue of Life.